# Robbie Kammeijer
Robbie Kammeijer (Zeist, 20 augustus 1991) is een Nederlandse verslaggever en televisiepresentator.

## Loopbaan
Kammeijer studeerde aan de School voor Journalistiek in Utrecht, waar hij onder andere voor schoolkrant De Paduaan schreef. Hij werkte onder meer voor ANP Video, Kidsweek, verschillende regionale omroepen en kranten.

### Jeugdjournaal
Vanaf 2013 werkte hij voor het Jeugdjournaal van de NOS. Eerst als stagiair en redacteur, vanaf 2014 als presentator. Daarmee was hij op 22-jarige leeftijd de jongste presentator van dit kinderprogramma ooit. Voor het programma deed hij verslag van onder meer de abdicatie en inhuldiging in 2013 en de aanslagen in Parijs en Brussel. 
In het voorjaar van 2015 was Kammeijer een van de bekende Nederlanders die deelnam aan Zappdelict. 

### Overstap naar RTL 4
Op 14 juli 2016 maakte hij bekend te stoppen met zijn werkzaamheden voor het Jeugdjournaal. De laatste uitzending presenteerde hij op zondag 28 augustus. Per september 2016 startte hij als presentator voor Editie NL, een dagelijkse nieuwsrubriek op RTL 4. Ook valt hij in bij RTL Nieuws. 
Op 12 februari 2020 was Kammeijer eenmalig te zien in Goede tijden, slechte tijden. In een speciale Editie NL speelde hij zichzelf. In 2022 deed Kammeijer mee aan het televisieprogramma De Verraders. Sinds september 2022 is Kammeijer de opvolger van Jan de Hoop als presentator van het Ontbijtnieuws bij RTL.
In 2025 deed Kammeijer als dragqueen mee aan het televisieprogramma Make Up Your Mind.

## Persoonlijk
Kammeijer had van 2017 tot 2019 een relatie met royaltyverslaggever Rick Evers.